# Discoglossus scovazzi
Espèce
Statut de conservation UICN

 LC  : Préoccupation mineure
Discoglossus scovazzi est une espèce d'amphibiens de la famille des Alytidae.

## Répartition
Cette espèce se rencontre jusqu'à 2 600 m d'altitude dans le nord du Maroc et dans les enclaves espagnoles de Ceuta et de Melilla.

## Publication originale
- Camerano, 1878 : Osservazioni intorno agli anfibi anuri del Marocco. Atti della Reale Accademia delle Scienze di Torino. Classe di Scienze Fisiche, Matematiche et Naturali, vol. 13, p. 542-560.